# إيميلدا ماركوس
إيميلدا ماركوس (2 يوليو 1929 -)، زوجة رئيس الفلبين فرديناند ماركوس والسيدة الأولى في الفلبين بالفترة من 30 ديسمبر 1965 إلى 25 فبراير 1986.

## حياتها قبل حكم زوجها
اسمها الاصلي ايميلدا ريميديوس فيسيتاسيون ترنداد روموالديس، ملكة جمال سابقة ومغنية ، التقت بماركوس الذي كان عضواً في مجلس الشيوخ عام 1953 حيث تزوجا في الكاتدرائية الكاثوليكية في مانيلا بعد خطبة استمرت 11 يوماً فقط، وساندته إلى أن أصبح رئيساً للبلاد نهاية عام 1965 بعد فوزه في الانتخابات الرئاسية التي شابها التزوير، وعُرفت أثناء حكم زوجها بلقب «الفراشة الحديدية».

## فترة حكم زوجهاللفلبين
بعد وصول فيرديناند إلى قمة السلطة، حكم الفلبين لمدة عشرين عاما مع زوجته حكماً دكتاتورياً أوقعا فيه البلاد في صعوبات اقتصادية ومالية وتراكما للديون، وبينما هذا الوضع أثر على الشعب ووضعه أسير البؤس والفقر، كانت هي تدور في العالم باعتبارها المبعوثة الشخصية لزوجها، وقابلت الملوكَ والرؤساءَ والطغاةَ. كما أنها رقصت وغنت مع نجوم السينما والتلفزيون.
وكانت العلاقة جيدة بينه وبين الأمريكيين لدرجة نال أثناء حكمه ثقة الرئيس الأمريكي ليندون جونسون وخليفته ريتشارد نيكسون
اللذين وصفاه بذراعهم القوية في آسيا ورجل الديمقراطية وحقوق الإنسان
، كما أنه كان يتمتع بعلاقة جيدة مع الصحافة الأميركية وشبهت علاقته مع زوجته مثل العلاقة جاكلين وزوجها الرئيس جون كنيدي لدرجة أنه أطلق الصحفيون على الزوجين الفلبينيين لقب «كيندي آسيا»

### بذخها أثناء حكم زوجها
على الرغم من أن شعبها كان يرزح تحت الفقر والعوز، كانت السيدة ماركوس تشتري عقارات في مانهاتن خلال ثمانينات القرن الماضي، إضافة إلى العديد من مجوهراتها ومجموعتها الثمينة من التحف الفنية.
فكانت مقتنايتها بين لوحات لفان جوخ وسيزمان وريمبرانديت ورافاييل ومايكل آنجلو، ومنازل بالغة الفخامة في أمريكا والفلبين، وأدوات مائدة فضية، وقلائد ذهبية، وتيجان ماسية.
وكانت من فرط بذخها أنها انفقت في رحلة تسوق في نيويورك، وروما، وكوبنهاغن، مبلغ ثلاثة ملايين جنيه إسترليني، وإنها أرسلت ذات مرة طائرة كي تحضر لها رملاً أبيض لتزين به شاطئ سباحة ومنتجعاً جديداً، وكانت من ضمن مقتنياتها 1000 حقيبة نسائية وأكثر من 500 فستان و15 فرواً مصنوعاً من جلد المنك، إلا أن شهرتها الأكبر في مجال البذخ كانت بسبب أحذيتها، حيث قدر تعدادها بـ2700 زوج.

### الثورة وسقوط حكم ماركوس
دفع الغضب المتراكم عبر السنين من سياسات ماركوس الديكتاتورية والفقر وصحة الرئيس الذي أصبح يعاني من قصور في الكبد وخضع على إثرها لعملية زرع كلية اصطناعية بشكل سري في قصره من طرف فريق طبي أمريكي، وأضحى تغييرها بشكل دائم كل شهرين وتأكدت تلك الأنباء للشعب الفلبيني بعد ظهوره يعاني من صعوبة في المشي والتنقل بعد أن أوكل لمساعديه بحمله ومساعدته على الانتقال من مكان إلى آخر داخل قصره، فزادت قناعة الفلبينيين بضرورة التغيير.
فبعد 3 فترات رئاسية فاز فيها بالتزييف، ترشح لولاية رابعة وفي أثناء تلك الحملة الانتخابية كانت ايميلدا زوجة ماركوس قد عمدت إلى توزيع سخريتها اللاذعة ونكاتها البذيئة بحق خصم زوجها في الانتخابات كورازون أكينو أرملة خصمه القديم أكينو بينينو وتزعمها للمعارضة واصطفاف الشعب من ورائها، في الوقت الذي كانت تجّهز فيه إيميلدا عشرات الأثواب للاحتفالات المقررة بتتويج زوجها الرئيس ماركوس في انتخابات 25 فبراير 1986 (في حالة فوزه طبعا) لكن ماركوس شخصيا لم يكن واثقا من النتائج ولم يكن متأكداً من دعم الأمريكيين له هذه المرة.
وفي يوم الانتخاب كان سقوط الديكتاتور بعد رفضه نتائج الانتخاب التي فازت فيها كورازون أكينو، فثارت ثائرة الشعب، وانقلب الجيش عليه، فهرب إلى هاواي مع زوجته وابنتاه، ايرين وإيمي، ولم يحملوا معهم سوى الحليب والحفاظات لأطفالهما فقط. تاركين كل ثروته وراءه وكل ما نقلته اسرة ماركوس كان علم البلاد ووثائق اختياره رئيساً لا أكثر.

## بعد الإطاحة بماركوس

### محاولة استعادة الأموال
عندما تولى الرئيس التالي كورازون أكوينو قامت بتأسيس لجنة خاصة باسم لجنة الحكم الرشيد برئاسة أندرياس باوتيستا ثم أندرو دي كاسترو من أجل إعادة هذه الأموال للخزانة الحكومية، فقدر المحققون الفلبينيون ثروة ماركوس وزوجته بعد الإطاحة به في الثورة التي حملت اسم «قوة الشعب» عام 1986 بعشرة مليارات دولار (6.2 مليار استرليني).
وركزت اللجنة على الممتلكات ذات القيمة الكبيرة، حيث باعت أملاكا ثابتة في نيويورك وأسهم بملايين الدولارات واستطاعت الحصول على 600 مليون دولار من أحد الحسابات البنكية بسويسرا.
كما عثر أيضا على ياقوت وتيجان من الألماس في البنك المركزي السويسري، وصلت قيمتها أكثر من 8 ملايين دولار، وهي جزء من المجوهرات التي تمت مصادرتها من القصر الرئاسي والتي ضمت قطعة ماس عيار 25 قيراط، على شكل برميل، تقدر قيمتها بأكثر من 5 ملايين دولار، تم صقلها في القرن الـ18، وحصلت السيدة ماركوس على هذه الألماسة إضافة إلى قطع أخرى من منطقة غولكوندا الشهيرة في الهند، التي تنتج قطعاً نادرة من الألماس.
وضمت الكنوز تاجاً مرصعاً بالألماس من كارتيير تقدر قيمته الحالية أكثر بكثير من التقديرات السابقة التي قيمته بين 30 و50 ألف دولار  وخلصت اللجنة إلى أن مجموع ما تم مصادرته بـ 21 مليون دولار، أي أكثر من مليار بيزوس استردها البنك المركزي الفلبيني.
وفي العام 2015 دعت الحكومة خبراء من دارى مزادات كريستي وسوثبي لفحص ثلاث مجموعات من تلك المجوهرات استعدادا لبيعها في المزاد العلني، والذين دهشوا من كمية المجوهرات ذات التصاميم الاستثنائية.
لكن اللجنة أقرت بأنه لاتزال هناك العديد من الممتلكات المفقودة وخاصة اللوحات، حيث أعدت قائمة بأكثر من 300 لوحة مفقودة، والكثير منها لكبار الرسامين، وأكثر من نصفها في عداد المفقودين.
أما بالنسبة للمقتنيات الأخرى التي ضمت الأحذية و حقائب اليد والملبوسات الأخرى، فقد عُرضت للجمهور في متحف القصر الرئاسي، مؤشرًا إلى نوع البذخ الذي كان عليه ماركوس وعقيلته. وبعد انتهاء رئاسة أكينو في 1992، أزيحت المجموعة من القصر، واحتفظ بها في مخزن تحت الأرض، ثم نقل 150 زوجًا على الأقل من هذه الأحذية، إضافة إلى عدد من الملبوسات الأخرى، نقلت قبل عامين إلى متحف البلاد القومي بعد مخاوف من تخريبها بواسطة النمل الأبيض التي خربت بعض القطع الأخرى، وأتى إعصار هايان ليدمر جزءاً آخر.

### قضايا مرفوعة ضدها
بعد سماح السلطات بعودتها بعد وفاة زوجها تم رفع نحو 900 قضية مدنية وجنائية ضدها منذ عودتها للبلاد، ورفضت المحاكم العديد من تلك القضايا لعدم كفاية الأدلة، ولم تتم ادانتها أو دخولها السجن حتى الآن.
فمثلاً: أصدرت محكمة فلبينية مختصة بقضايا الكسب غير المشروع عام 2001 أمراً باعتقال إيميلدا ماركوس فيما يتعلق بأربع وقائع اتهام بالاحتفاظ بحسابات مصرفية أودعت فيها إيميلدا ثروة طائلة جمعتها هي وزوجها بصورة غير مشروعة أثناء فترة وجوده في السلطة قدرت بـ 28 مليون دولار، ويبدو أن القضية وصلت إلى طريق مسدود.
وحتى القضايا التي رفعت في الخارج كسبتها إميلدا، ففي عام 1992 ربحت الدعوى التي اقيمت ضدها في نيويورك بتهمة نهب المال العام، إذ إنها كانت محاطة بفريق من ألمع المحامين المسلحين بأكثر من 350 ألف وثيقة لصالحها.
إلا أن المحكمة وجدتها مذنبة في قضية استيلاءها هي وزوجها على 12 مليون بيزوس، أي ما يعادل 280 ألف دولار من غير وجه حق من وكالة حكومية للغذاء عام 1983 وتقدمت بطلب استئناف ضد حكم بهذا الشأن، ولكن المحكمة رفضته وصادقت نهائياً على الحكم الذي يلزمها برد الأموال العامة.

## عودتها للفلبين
بعد وفاة زوجها في المنفى عام 1989 متأثراً بمرضه، رجعت إلى بلدها عام 1991 بعد سماح السلطات لها، وظلت تطالب السلطات بثروة زوجها التي صادرتها السلطات على اعتبار أن زوجها كان تاجراً وصاحب ثروة.
إلا أنها لم تتوقف عن محاولة الحصول على السلطة من جديد فترشحت في الانتخابات الرئاسية عام 1992 ومرة أخرى في 1998 ولم تنجح، إلا أن الحظ قد حالفها في الحصول على مقعد في مجلس الشيوخ عام 1995 بعد أن نالت تعاطف الكثير من الفلبينيين على الرغم من تصرفاتها البذخية.
وعندما أعلنت إيميلدا عن قرارها المثير ترشيح نفسها للانتخابات عام 2010، التقطت لها صور وهي تقبل تابوت زوجها الزجاجي الذي ردت جثته للفلبين دون أن يدفن لحد الآن، وقالت «لقد كان أفضل رئيس لهذه البلاد، وخلال حكمه تمتعنا بوحدة البلاد، والحرية والعدالة وحقوق الإنسان».
ولم تكتف هي بمحاولة الوصول للسلطة، فابنتها إمي حاكمة لإحدى المقاطعات، وابنها بونج بونج برلماني محترم يحاول الوصول لقمة الحكم.

## روابط خارجية
- إيميلدا ماركوس على موقع IMDb (الإنجليزية)
- إيميلدا ماركوس على موقع الموسوعة البريطانية (الإنجليزية)
- إيميلدا ماركوس على موقع إن إن دي بي (الإنجليزية)
- إيميلدا ماركوس على موقع قاعدة بيانات الفيلم (الإنجليزية)